# Hypena molpusalis
Hypena molpusalis är en fjärilsart som beskrevs av Walker 1859. Hypena molpusalis ingår i släktet Hypena och familjen nattflyn. Inga underarter finns listade i Catalogue of Life.